# PubMed

Logo

PubMed este o bază de date ce conține articole în limba engleză, în principal din domeniul medicinei (pe teme biomedicale și biotehnologice). Aparține de United States National Library of Medicine (NLM) de la National Institutes of Health. Această bancă de date a fost inițiată de Centrul de informații biotehnologice (National Center for Biotechnology Information, NCBI). PubMed este versiunea gratuită a acestei bănci de date MEDLINE.